# Amt Nordstormarn
L’ amt Nordstormarn est un amt, c'est-à-dire une forme d'intercommunalité du Schleswig-Holstein, dans l'arrondissement de Stormarn, dans le Nord de l'Allemagne. Il regroupe 12 municipalités.

## Source de la traduction
- (de) Cet article est partiellement ou en totalité issu de l’article de Wikipédia en allemand intitulé « Amt Nordstormarn » (voir la liste des auteurs).